# Гюнтер Радуш
Гюнтер Радуш (нім. Günther Radusch; 11 листопада 1912, Швец — 29 липня 1988, Нордстранд) — німецький льотчик-ас нічної винищувальної авіації, оберст люфтваффе вермахту і люфтваффе бундесверу. Кавалер Лицарського хреста Залізного хреста з дубовим листям.

## Біографія
Вступив в 4-й піхотний полк. Пройшов підготовку в льотній школі в Шляйссгаймі. В 1935 році переведений в люфтваффе. На початку 1936 року зарахований в 3-ю групу 134-ї винищувальної ескадри. У складі легіону «Кондор» брав участь у Громадянській війні в Іспанії. 22 квітня 1938 року збив І-16. В 1939 році переведений в інспекцію винищувальної авіації. 1 червня 1940 року призначений командиром 2-ї ескадрильї 1-ї важкої винищувальної ескадри. В ніч на 22 червня 1940 року збив 5 літаків. З 1 липня 1940 року — командир 1-ї групи 1-ї ескадри нічних винищувачів, з 7 жовтня 1940 року — 1-ї, з 3 жовтня 1941 року — 2-ї групи 3-ї ескадри нічних винищувачів. З 2 серпня 1943 року — командир 5-ї, з 4 лютого 1944 року — 2-ї, з 12 листопада 1944 року — 3-ї ескадри нічних винищувачів. Всього за час бойових дій здійснив понад 140 бойових вильотів і збив 63 літаки (не враховуючи «іспанського»). В 1956 році вступив у ВПС ФРН. 31 березня 1971 року вийшов у відставку.

## Нагороди
- Нагрудний знак пілота
- Медаль «За вислугу років у Вермахті» 4-го класу (4 роки)
- Іспанський хрест в золоті з мечами
- Залізний хрест 2-го і 1-го класу
- Почесний Кубок Люфтваффе (19 жовтня 1942)
- Німецький хрест в золоті (13 лютого 1943)
- Лицарський хрест Залізного хреста з дубовим листям
  - лицарський хрест (29 серпня 1943) — за 25 перемог.
  - дубове листя (№444; 6 квітня 1944) — за 53 перемоги.
- Авіаційна планка нічного винищувача в золоті